# Башилов, Александр Александрович (поэт)
Александр Александрович Башилов (24 сентября (6 октября) 1807 — 5 (17) января 1854) — русский поэт XIX века.

## Биография
Родился в семье сенатора А. А. Башилова. Служил на военной службе армейским офицером. Состоял в канцелярии нижегородского генерал-губернатора А. Н. Бахметьева, затем — в Конно-егерской дивизии. С середины 1820-х годов жил в Санкт-Петербурге.
В 1840-х годах разорился и поступил на службу, затем был сотрудником у предпринимателя и мецената В. А. Кокорева по откупам.
Похоронен в Москве на Ваганьковском кладбище рядом с отцом (14 уч.).
Жена, Варвара Тимофеевна, родила пятерых детей:
- Александр (10.1.1836—?)
- Дарья (11.1.1837—?)
- Владимир (9.11.1839—?)
- Анна (28.11.1842—?)
- Иван (21.1.1847—1914), действительный статский советник, юрист.

## Творчество
В конце 1820-х годов А. А. Башилов — постоянный участник журналов «Московский телеграф» (1828, 1831), «Московский вестник» (1828), «Атеней» (1829), «Галатея» (1829—30), где помещал сатирические куплеты, альбомные стихи, послания, опыты своей философской лирики. Тогда же, начал публиковать стихи в петербургских альманахах «Невский альманах на 1826 г.» и «Альбом северных муз на 1828 г.». В первых работах поэта ощутимо влияние творчества П. А. Вяземского и А. С. Пушкина.
Знакомство и дружба связывали его с П. А. Вяземским, И. И. Дмитриевым, Е. А. Баратынским.
В поэзии Башилова заметно тяготение к эпическому и лиро-эпическому повествованию, иногда с фольклорной окраской, к балладным сюжетам, нередко натуралистическим и мелодраматическим.

## Знакомство с А. С. Пушкиным
Посещая литературные и светские салоны, где бывал и Пушкин, А. Башилов познакомился и подружился с поэтом. Его стихи в альбомах Е. Н. Ушаковой и П. А. Бартеневой были опубликованы вместе с пушкинскими в журнале «Галатея». В начале января 1829 года Башилов присутствовал на чтении Пушкиным «Полтавы».
А. С. Пушкин, пользуясь их знакомством, поощрял литературные опыты А. А. Башилова «на поприще словесности» и первым способствовал его поэтическому развитию, чем тот гордился и печатно называл Пушкина своим «кумиром». В 1830 году в альманахе «Радуга» он поместил посвященное Александру Сергеевичу стихотворение «Поэт».
В 1833 году отдельным изданием вышла его повесть в стихах «Поселянка», которую А. А. Башилов послал из Торжка Пушкину в июле того же года. «Поселянка» — романтическая поэма байронического типа с «вершинной композицией», мотивами тайны, преступления, написанная на материале русского крестьянского быта.

## Избранная библиография
- «Элегия. (К друзьям)»,
- «Всё не впрок»,
- «К барону А.»,
- «С рук сойдёт» («С тех пор, как я живу на свете»),
- «Признание»,
- «Встреча старых знакомых. (Сказка)»,
- «Поселянка» (повесть в стихах, 1833),
- отрывок из повести «Гусар» (1828)

## Источник
- Башилов Александр Александрович Архивная копия от 4 марта 2016 на Wayback Machine // Большая энциклопедия русского народа.